# Francesco Faraone Aquila

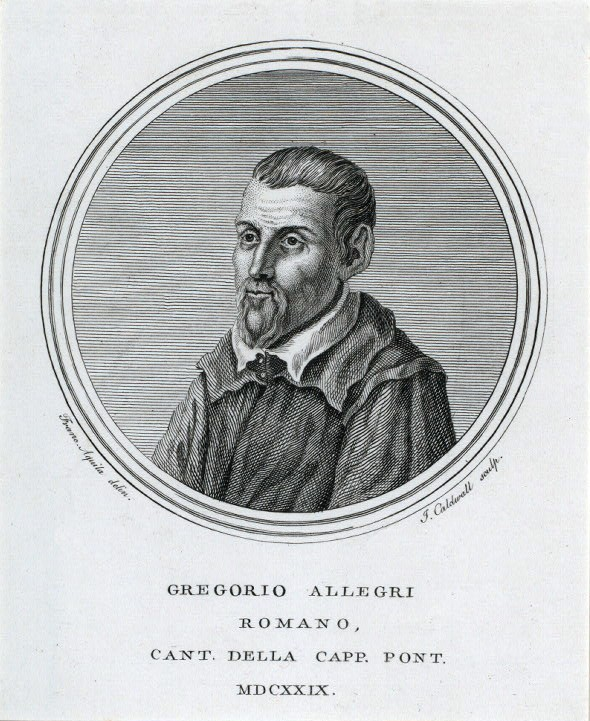
Ritratto di Gregorio Allegri cantore della Cappella papale

Francesco Faraone Aquila (o dell'Aquila) (Palermo, 1676 – Roma, 1740) è stato un incisore italiano.

## Vita e opere
Francesco Faraone Aquila nacque a Palermo, fu un famoso incisore e seguì le orme del fratello Pietro. Per altre fonti Francesco non era fratello di Pietro Aquila bensì il nipote ed effettivamente i dati cronologici potrebbero confermare questa seconda ipotesi dato che Pietro era della generazione precedente e già morto nel 1692. Della sua vita non abbiamo molte notizie. Sappiamo che nel 1690 si trasferì a Roma, dove il fratello era conosciuto già da decenni per la sua opera di incisore per le maggiori botteghe d'incisione della capitale.
Pietro che era un sacerdote gli aprì le porte della committenza ecclesiastica romana. Papa Clemente XI gli ordinò il lavoro che rimase la sua opera maggiore cioè l'incisione dei bassorilievi della Colonna di Antonino Pio e del suo piedistallo, un'opera ancora oggi utilissima visto che le condizioni di questi sono soggetti al degrado a causa degli agenti atmosferici e della perdita della colonna durante un incendio, nel 1759, della quale oggi è rimasto soltanto il basamento conservato nei Musei Vaticani. Nel 1713 Domenico de Rossi pubblicò la "Raccolta di vasi diversi formati da illvstri artefici antichi e di varie targhe soprapposte alle Fabbriche più insigni di Roma.."  le cui tavole furono disegnate ed incise dal Faraone Aquila.
Un'altra opera molto importante di Francesco Aquila fu l'incisione dell'affresco della cupola del Duomo di Parma del Correggio e quella degli appartamenti del Vaticano di Raffaello. Ma il Gori Gandellini nel suo libro Notizie storiche degli intagliatori ci lascia una lunga lista di incisioni di quadri e affreschi, rinascimentali e barocchi, fatta dall'Aquila fra i quali: Carlo Maratta, Francesco Albani, il Lanfranco, Ciro Ferri, Pietro da Cortona, Pier Leone Ghezzi e innumerevoli altri.
Seguendo il gusto antiquario che si andava affermando nel corso del Settecento, Francesco Aquila incise varie opere dell'età classica romana: statue, vasi, archi trionfali, venendo così incontro alla richiesta soprattutto dei visitatori stranieri, in maggioranza tedeschi e inglesi. Molto famosi furono anche i ritratti di suoi contemporanei sia pittori che ecclesiastici.
Francesco Faraone Aquila morì a Roma intorno al 1740.